# 群山玉山信号场
群山玉山信号场（：／ GunsanOksan sinhojang */?）是位于韩国全罗北道群山市玉山面玉山里的一个车站，属于群山港线和沃溝線。

## 历史
- 2020年11月24日, 國土交通部路線站距,站名告示(第2020-834號)
- 2020年12月10日，此站落成啟用。

## 相鄰車站
韓國鐵道公社
群山港線
大野－群山玉山－群山港
沃溝線
群山玉山－沃溝